# Cettiidae
Los cetíidos (Cettiidae) son una familia de aves paseriformes recientemente definida, la mayoría de sus miembros se clasificaban anteriormente en la familia Sylviidae.
Son especies de pájaros pequeños y rechonchos de tonos parduzcos, y suelen tener las colas más pequeñas que los muy similares locustélidos. Suelen habitar en los matorrales y sotobosques. Sus miembros se encuentran principalmente en Asia y África, llegando también al sur de Europa y Oceanía. La mayoría de las especies de la familia son sedentarias, pero la buscarla colicorta asiática es completamente migratoria, y el cetia ruiseñor y el cetia japonés son migratorios en algunas zonas de su área de distribución. Algunas especies, como el cetia paticlaro, realizan migraciones altitudinales.
Cettiidae es un linaje antiguo dentro de la superfamilia Sylvioidea. El grupo más próximo a los cetíidos es Aegithalidae, la familia de los mitos.

## Géneros
Se reconocen los 7 siguientes, con 32 especies:
- Abroscopus – mosquiteros (3 especies);
- Phyllergates – sastrecillos (2 especies);
- Tickellia – mosquitero picoancho;
- Horornis – cetias del lejano oriente y Oceanía (13 especies);
- Tesia – tesias (4 especies);
- Cettia – cetias típicos (4 especies);
- Urosphena – buscarlas colicortas (5 especies);

Hay otros géneros que algunos clasifican aquí:
- Scotocerca – prinia desértica.
- Hylia – hilia verde[4]
- Pholidornis – pájaro moscón estriado (anteriormente en Remizidae);[4]